# Tetrigona peninsularis
Tetrigona peninsularis là một loài Hymenoptera trong họ Apidae. Loài này được Cockerell mô tả khoa học năm 1927.